# Pokój na wyspie Salin

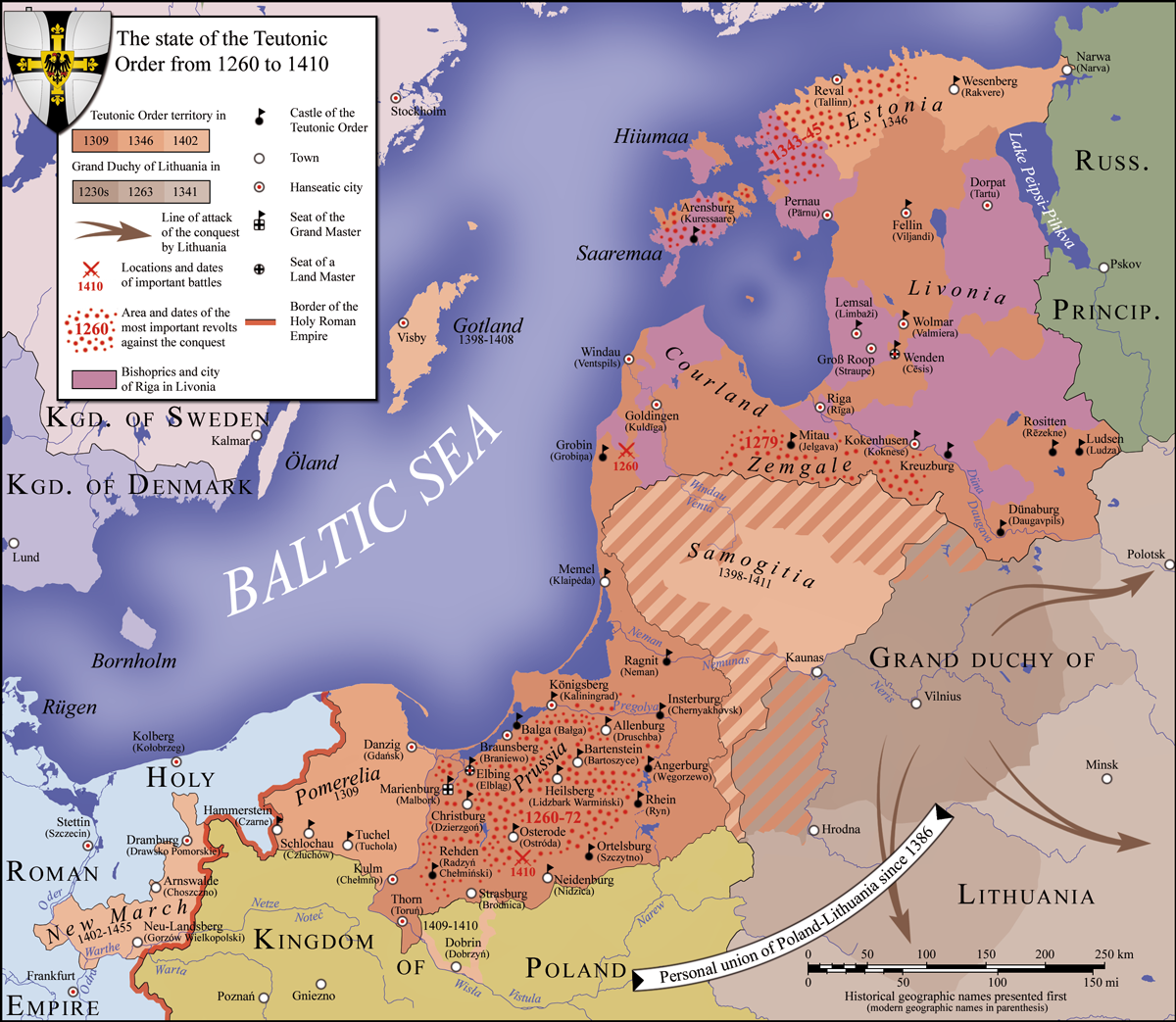
Państwo zakonu krzyżackiego do 1410 roku po pokoju salińskim

Pokój na wyspie Salin, pokój saliński – traktat pokojowy zawarty pomiędzy wielkim księciem litewskim Witoldem z jednej strony, a wielkim mistrzem zakonu krzyżackiego Konradem von Jungingenem z drugiej. Tekst umowy, uzgodniony 24 kwietnia 1398 roku w Grodnie, podpisano uroczyście 12 października tego samego roku na wyspie Salin na Niemnie albo jego dopływie, Dubissie.
W negocjowaniu układu pośredniczył dawny jeniec Witolda, Markward von Salzbach. Zgodnie z układem Witold odstępował Krzyżakom Żmudź po rzekę Niewiażę i połowę Jaćwieży, zaś Zakon zobowiązywał się nie wspierać Świdrygiełły przeciw Witoldowi. Wyznaczono też strefy wpływów: Witold miał pomóc Zakonowi w wojnie przeciw Pskowi, rycerze zakonni mieli zaś wspomóc Witolda przeciw Republice Nowogrodzkiej i wyprawie przeciw Złotej Ordzie, która nastąpiła w następnym roku.
Pruski kronikarz Johann von Posilge zapisał, że bojarzy proklamowali wówczas Witolda swym królem (eynen Koning), jednak wzmianka ta budzi w polskiej historiografii wątpliwości, bo ustanowienie monarchii nie należało do kompetencji bojarów. Oznaczać to może, że chodziło tu o obwołanie Witolda wielkim księciem, ponieważ do tej pory Witold był jedynie namiestnikiem Jagiełły.
Witold wywiązał się ze swoich obowiązków sojuszniczych wobec Krzyżaków, wydatnie pomagając tłumić bunty Żmudzinów. Krzyżacy wsparli militarnie litewsko-polską wyprawę Witolda przeciw Złotej Ordzie w 1399 roku. Jednak klęska Witolda w bitwie nad Worsklą spowodowała, że nie mógł prowadzić ekspansji na wschód, wobec czego sojusz z Zakonem stracił wagę. W konsekwencji Witold znowu spróbował zbliżyć się z Polską, czego efektem była unia wileńsko-radomska. Z kolei powstania żmudzkie sprowokowały zerwanie chwilowego sojuszu i kolejną wyprawę Zakonu na Litwę.
Ustalenia układu został potwierdzony przez pokój w Raciążku w 1404.